# Gebandeerde dwergzandbij
De gebandeerde dwergzandbij (Andrena niveata) is een vliesvleugelig insect uit de familie Andrenidae. De wetenschappelijke naam van de soort is voor het eerst geldig gepubliceerd in 1887 door Friese.